# Banca islàmica
La banca islàmica fa referència a un sistema de banca que ha de ser respectuós amb els principis de la llei islàmica (xaria) i la seva aplicació pràctica mitjançant el desenvolupament de l'economia islàmica. La xaria prohibeix el pagament o l'acceptació de les taxes d'interès pel préstec i l'acceptació de diners, respectivament (riba, usura), així com la inversió en companyies que subministren béns o serveis considerats contraris als seus principis (haram, religiosament prohibit), i han d'estar amparats pel halal (religiosament lícit). Tot i que aquests principis van fer-se servir com a base per a una economia creixent en èpoques passades, només algunes entitats financeres de països islàmics accepten realitzar operacions subjectes a aquests principis.

## Operacions financeres i regles islàmiques de transacció
Les operacions de compra de productes amb crèdits bancaris respectuosos amb les finances islàmiques exigeix que banc i client fixin el preu del bé més una quantitat extra que el client pagarà en un temps que també s'ha d'establir prèviament. Aquest bé és adquirit pel banc que el ven al client en les condicions acordades. Tanmateix, la quantitat extra que paga el client al banc no està subjecta a les condicions canviants del mercat, per això no hi ha lloc per a l'especulació i no es considera riba (usura). Així doncs, un dels principals conceptes que diferencien les finances islàmiques de la resta és la riba. El seu origen està en la introducció de les monedes amb valor exnatura sua o que prenen llur valor no de llur pes, sinó del material del qual estaven fetes (or o plata), en comptes de les denominades fiat que basaven llur valor en el pes. Així doncs, amb les monedes fiat sí que s'acordava un deute amb una compensació fixa per a aquell que el prestés no es considerava riba, ja que llur valor no variava. Tanmateix, sí que es considerava riba quan un deute tenia un marge de fluctuació, ja que el que el contreia podia trobar-se amb una variació de les condicions acordades.
L'element comú d'aquestes operacions és que banc i client comparteixen el risc. El sistema que té la banca tradicional per assegurar-se la devolució del capital prestat és pignorant els béns del prestatari, els quals sempre estan per damunt del valor del préstec sol·licitat. D'altra banda, la banca islàmica comparteix riscs i participa en el compte de pèrdues i beneficis. Altrament, l'especulació es redueix, en treballar les entitats financeres sobre l'economia real. El deute no pot alienar-se, per això el risc ha d'assumir-lo des del començament fins al final el prestador original, és a dir, el banc que va cedir els drets del crèdit.
En alguns països com Malàisia s'han establert mecanismes de finançament més flexibles que, tanmateix, no violen les regles islàmiques de transacció (Fiqh al-Muamalat), com les hipoteques denominades Musyaraka al-Mutanaqisa que basen llur èxit en el principi de risc/benefici compartit (Mudharabah). Quan s'adquireix una casa el banc i el comprador formalitzen una societat. Un cop es pagui el deute en les condicions acordades, la societat creada entre el banc i el comprador s'extingeix. Si es produeix una pèrdua, la casa se subhasta i els beneficis es reparteixen entre totes dues parts de la societat d'acord amb llur participació.

## Història i desenvolupament
L'origen d'aquest tipus de capitalisme, que alguns anomenen capitalisme islàmic, es remunta a l'edat d'or islàmica (segles viii a xii). En aquest període es donaren les condicions necessàries -una moneda amb un valor estable com el dinar i la incorporació de zones monetàries independents- per al desenvolupament d'uns conceptes que afavoreixen l'estabilitat i rebutgen l'especulació.
Tanmateix, fins al 1963 no es creà el primer banc islàmic, el Mit Ghamr, que fou creat per Ahmad El Najjar tot i que fugia de qualsevol qualificatiu relacionat amb la religió. El 1972 es convertí en el Banc Social Nasr. Tanmateix, el primer banc islàmic modern, el Dubai Islamic Bank, va néixer a Dubai l'any 1975 i fou el primer dels molts bancs que hi havia al Golf Pèrsic, Malàisia o Indonèsia. En l'actualitat són molts els bancs denominats islàmics i d'altres molts que no en són tenen comptes especials per a clients que demanen que s'actuï d'acord amb les regles islàmiques de transacció. L'índex Dow Jones té un índex per a companyies que respecten aquestes regles, el Dow Jones Islamic Markets (DJIM), és a dir, aquelles que no comercien amb productes prohibits per l'Islam com el porc, l'alcohol o el joc d'atzar, i que respecten les regles islàmiques de finançament. Per a la seva supervisió hi ha un òrgan, l'Auditing & Accounting Organization of Islamic Financial Insitutions (AAOIFI) que certifica el compliment d'aquestes normes.